# Wim Anderiesen
Willem Gerardus "Wim" Anderiesen (Amsterdã, 27 de novembro de 1903 - 18 de julho de 1944) foi um futebolista neerlandês.

## Carreira
Wim Anderiesen fez parte do elenco da Seleção Neerlandesa de Futebol que disputou a Copa do Mundo de 1934, e de 1938. faleceu em 1944, vítima de pneumonia.

## Ligações Externas
- Perfil em NFT.com (em inglês)